# ニコラウス5世 (ローマ教皇)
ニコラウス5世（Nicholaus V、1397年11月15日 - 1455年3月24日、在位：1447年 - 1455年）は、15世紀中期のローマ教皇である。イタリアのサルザーナ出身、本名はトマソ・パレントゥチェリ（Tomaso Parentucelli）。最初のルネサンス教皇ともされる。

## 生涯・業績
ボローニャで学び、フィレンツェで家庭教師をする。人文主義者と交友を深め、その中にはアエネアス・シルウィウス・ピッコローミニ（後の教皇ピウス2世）もいた。
教皇になるとローマの復興に努める。サン・ピエトロ大聖堂に倒壊の危険があったため、人文主義者アルベルティの助言により修復を行った。芸術面ではフラ・アンジェリコをフィレンツェから招き、バチカン宮殿内を装飾させた。また、バチカン図書館を創立している。
1449年、バーゼルに残留する公会議主義者らを解散させ、対立教皇フェリクス5世を廃位させた。1450年の聖年には余りに多くの巡礼者が押し寄せたため、宿に泊まれず凍死するものや、疫病の蔓延、サンタンジェロ橋で多数の圧死者が出るなど悲惨な光景もみられた。今後の事故を防止するため、橋周辺の密集した家屋は撤去され、サンタンジェロ広場が造られた。在位中の1453年、オスマン帝国の攻撃によりコンスタンティノープルが陥落し、東ローマ帝国は滅亡した。
ポルトガルの貿易権を確認するため、アフォンソ5世は教会の道徳的権威を求めてローマ教皇ニコラウス5世に支援を求めた。1452年、教皇はアフォンソ5世に宛てた勅書でサラセン人等の異教徒を攻撃、征服、服従させる権利をポルトガルに対して認めている。
さらに1455年には教皇教書「ロマーヌス・ポンティフェックス」を出し、異教徒の土地と物品を所有する権利をポルトガル王に独占的に認めた。
これらの教皇勅書についてリチャード・レイズウェルは、西アフリカの海岸沿いで最近発見された土地を指しており、地理的に限定されていたことは明らかであると述べている。ポルトガルの事業は、西アフリカの金と象牙を独占していたイスラム教徒のサハラ砂漠横断キャラバンに対抗するためのものであった。
ニコラウス5世の勅書は4年後、教皇カリストゥス3世の教皇勅書インテル・カエテラによって上書きされ効果は引き継がれた。1456年3月13日、オスマン帝国の進攻に対抗する作戦への支持を集めるために、教皇カリストゥス3世は教皇勅書インテル・カエテラ（1493年のインテル・カエテラと混同すべきでない）を発布した。この教皇勅書は、ポルトガルが西アフリカ沿岸で発見した領土に対する権利を認め、サラセン人等の異教徒の領土をキリスト教国王領とし永久に臣下にすることを認めた先行する2つの教皇勅書を承認、更新するものであった。教皇カリストゥス3世はヨーロッパ各国に大使を派遣し、諸侯にトルコの侵略の危機を食い止めるために再び参加するよう懇願したが、ヨーロッパの諸侯は、それぞれの国家間の対立もあり、教皇の呼びかけになかなか応じなかった。1456年6月29日、カリストゥスは、ベオグラードを守る人々の幸福を祈るために、正午に教会の鐘を鳴らすよう命じた。ハンガリー軍総司令官フニャディ・ヤーノシュ率いる軍はトルコ軍と遭遇し、1456年7月22日にベオグラードでこれを撃破した。
特定の国民国家に排他的な勢力圏を委託するという概念は、1493年、ローマ教皇アレクサンデル6世の教皇勅書インテル・カエテラによって承認、更新され、西アフリカ沿岸からアメリカ大陸に拡大された。
1512年、カリブ(後にジャマイカ、プエルトリコ)の先住民の虐待を禁止したブルゴス法が定められたが、1537年の教皇勅書スブリミス・デウスによって以前の教皇勅書を更新・拡大したインテル・カエテラは最終的に無効にされた。

## 参考資料
- Thornberry, Patrick (2002). Indigenous peoples and human rights. Manchester University Press. ISBN 0-7190-3794-8
- Lampe, Armando (2001). Christianity in the Caribbean: essays on church history. University of the West Indies Press. ISBN 976-640-029-6
- Bown, Stephen R., 1494: How a Family Feud in Medieval Spain Divided the World in Half, p. 73, Macmillan, 2012 ISBN 9780312616120
- Davenport, Frances Gardiner, and Paullin, Charles Oscar. European Treaties Bearing on the History of the United States and Its Dependencies to 1684. Carnegie Institution of Washington, 1917
- Housley, Norman. Religious Warfare in Europe 1400-1536, p. 187, Oxford University Press, 2002 ISBN 9780198208112
- Payne, Samuel G., A History of Spain and Portugal, Vol.1, Chapt. 10